# Karfunkeldronningen
Karfunkeldronningen er en dansk stumfilm fra 1916 med instruktion og manuskript af Aage Brandt.

## Handling
Fortælling om en kvinde der ofrede alt for sit barns lykke. Hun valgte opofrelsens tavshed og ulykkens smerte, og gemte en moders ædle hjerne under letsindets kåbe.

## Medvirkende
- Luzzy Werren - Helene Daubrey
- Henry Knudsen - André Cernay
- Oscar Nielsen - Pierre
- Ellen Lumbye - Fru Legrange
- Vilhelm Thomsen - Baron Guiscard
- Lily Jansen - Silvine
- Herman Florentz